# SPÖ Steiermark
Die SPÖ Steiermark ist die Landesorganisation der Sozialdemokratischen Partei Österreich im österreichischen Bundesland Steiermark. Die Partei hat ihren Sitz in der Grazer Metahofgasse.
Seit der Landtagswahl 2024 verfügt die Steirische SPÖ über 10 Mandate im Steirischen Landtag. Zudem entsendet die Landespartei zwei Abgeordnete in den österreichischen Bundesrat, Bernadette Kerschler und Gabriele Kolar.
Für die SPÖ Steiermark sitzen seit der Nationalratswahl 2024 acht Abgeordnete im österreichischen Nationalrat, Jörg Leichtfried, Karin Greiner, Josef Muchitsch, Mario Lindner, Peter Manfred Harrer, Franz Jantscher, Wolfgang Moitzi und Verena Nussbaum.
Landesvorsitzender ist Max Lercher.

## Geschichte
Die SPÖ stellte in der Steiermark bisher zwei Landeshauptleute:
- Reinhard Machold (1945)
- Franz Voves (2005–2010, 2010–2015)

## Landesparteivorsitzende (Auswahl)
- 2002 bis 2015: Franz Voves
- 2016 bis 2019: Michael Schickhofer
- 2019 bis 2020: Jörg Leichtfried (interimistisch)[8]
- 2020 bis 2024: Anton Lang[7]
- seit 2024: Max Lercher[1]

## Landesgeschäftsführer
- bis 2023: Günter Pirker[3]
- ab 2023: Florian Seifter[3]

## Teilorganisationen
Die Steirische SPÖ unterhält ebenso wie die Bundes-SPÖ Teilorganisationen. Eine Mitgliedschaft in einer der Teilorganisationen der SPÖ Steiermark bringt in der Regel auch gleichzeitig eine Mitgliedschaft in der Landes- und darüber hinaus in der Bundespartei mit sich. Von den SPÖ-Teilorganisationen existieren folgende Landesorganisationen in der Steiermark:

### Sozialistische Jugend (SJ) Steiermark
Die Bundesorganisation, die Sozialistische Jugend Österreich wurde in einem Gasthof in Wien-Margareten im November 1884 gegründet. Landesvorsitzender in der Steiermark ist derzeit Jonathan Kasper, Landesgeschäftsführer ist Simon Glauninger.

### Junge Generation (JG)
Die Junge Generation (JG) ist das Jugendreferat der SPÖ in der Steiermark. Sie wurde am 13. Jänner 1962 im Grazer Arbeitersaal gegründet. Landesvorsitzender ist derzeit Julian Stadler, Landesgeschäftsführerin ist Thomas Karl Birkner.

### SPÖ-Frauen Steiermark
Die SPÖ-Frauen sind das frauenpolitische Referat in der SPÖ und setzen sich in erster Linie mit Themen der Geschlechtergerechtigkeit auseinander. Die Gründung der SPÖ-Frauen als Bundesorganisation fand am 5. September 1945 statt. Vorsitzende der Steirischen Landesorganisation ist die Bundesratsabgeordnete Elisabeth Grossmann.

### Gemeindevertreterverband (GVV)
Der Verband sozialdemokratischer GemeindevertreterInnen Steiermark (GVV) unterstützt die Kommunalpolitiker der SPÖ mit seinem Angebot wie zum Beispiel Rechtsauskünften, Strategieberatung und Seminaren bei ihrer täglichen Arbeit. Vorsitzender ist der Bürgermeister von Trofaiach, Mario Abl; Landesgeschäftsführer ist Gernot Leskovar.

### Karl Renner Institut, SPÖ Bildung
Das Renner Institut Steiermark bietet Seminare, Workshops und Ausbildungslehrgänge an. Derzeitiger Landesvorsitzender ist der Landtagsabgeordnete Wolfgang Moitzi.

### Bund Sozialdemokratischer FreiheitskämpferInnen
1949 gründeten ehemalige Februarkämpfer, Frauen und Männer des antifaschistischen Widerstandes und überlebende Opfer des NS-Verbrecherregimes in den Jahren nach dem Ende des Hitlerfaschismus den Bund Sozialistischer Freiheitskämpfer und Opfer des Faschismus. Die erste Bundesvorsitzende, Rosa Jochmann vertrat die Interessen der Opfer der faschistischen Regime und führte gemeinsam mit Josef Hindels und den Mitgliedern des Bundes den Kampf gegen Rechtsextremismus und Antisemitismus. In den letzten Jahren kämpfte der Bund vor allem für eine zeitgemäße Form der Aufklärungs- und Gedenkkultur. Landesvorsitzender der Organisation in der Steiermark ist derzeit Werner Anzenberger.

### SPÖ Bauern
Die SPÖ Bauern sind das Referat für die Vertretung der Interessen der sozialistischen Bauern in der SPÖ und in der Landwirtschaftskammer. Landesvorsitzender ist derzeit Josef Moosbrugger.

### Sozialdemokratischer LehrerInnenverein
Der Verein befasst sich mit Schul-, Erziehungs- und Lehrerfragen sowie mit Fragen der sozialistischen Kulturpolitik und versteht sich als Plattform aller Sozialdemokratischen Lehrerinnen und Lehrer der Steiermark. Der Sozialdemokratische LehrerInnenverein Steiermark ist in sich in 11 Regionalorganisationen und 4 Berufsgruppen untergliedert. Landesvorsitzender ist derzeit Leopold Ulrich, Landessekretärin ist Eva Bernat.

### VSStÖ Graz & Leoben
1883 gründete sich als erste Vorläuferorganisation des Verbands Sozialistischer Student_innen Österreichs (VSStÖ) in Wien die Freie Vereinigung Sozialistischer Studenten. Der Verband Sozialistischer Student*innen Österreichs in seiner Form wurde 1893 gegründet und vertritt die Interessen der sozialistischen Studierenden, vor allem in der Österreichischen Hochschülerinnen- und Hochschülerschaft (ÖH). Die VSStÖ ist in der ÖH die Organisation mit der längsten Tradition und Geschichte und der einzige Gründungsverband der ÖH, der heute noch besteht. Der VSStÖ hat in der Steiermark je eine Vertretung in Graz und Leoben.

### BSA-Steiermark
Der Bund Sozialdemokratischer Akademikerinnen und Akademiker, Intellektueller, Künstlerinnen und Künstler wurde 1946 als Bund sozialistischer Akademiker gegründet. Derzeitige Landesvorsitzende in der Steiermark ist die Landesrätin Doris Kampus.